# Спрингс (Њујорк)
Спрингс (енгл. Springs) насељено је место без административног статуса у америчкој савезној држави Њујорк.

## Демографија
По попису из 2010. године број становника је 6.592, што је 1.642 (33,2%) становника више него 2000. године.
| Група             | 2000.         | 2010.         |
| Белци             | 3.890 (78,6%) | 3.945 (59,8%) |
| Афроамериканци    | 73 (1,5%)     | 109 (1,7%)    |
| Азијати           | 72 (1,5%)     | 101 (1,5%)    |
| Хиспаноамериканци | 804 (16,2%)   | 2.410 (36,6%) |
| Укупно            | 4.950         | 6.592         |